# Interamna Lirenas
Interamna Lirenas è un'antica colonia latina costituita nell'ager casinas e che sorgeva presso l'attuale Pignataro Interamna, nel sud del Lazio.

## Storia
Abitata già in epoca preistorica, fu poi centro prima dei Volsci e quindi dei Sanniti. Divenne quindi colonia latina fondata dai Romani nel 312 a.C., anche come controllo della via Latina. La città sorgeva presso la confluenza del fiume Liri e del Rio Spalla Bassa, posizione dal quale deriva il nome di Interamna ("tra i fiumi"). 
Fu base militare nella guerra contro i Sanniti, dai quali fu distrutta nel 294. Fu devastata anche da Annibale nel 212 ed essendosi schierata quindi dalla sua parte dovette in seguito pagare pesanti tributi. Divenne un municipium nel 90 a.C., iscritto alla tribù Teretina.
Continuò ad essere abitata lungo tutta l'epoca imperiale, venendo abbandonata nel VI secolo a.C., probabilmente a seguito dell'invasione dei Longobardi. I suoi abitanti secondo la tradizione avrebbero fondato in luogo poco distante Pignataro e nel medioevo il sito fu occupato dal castello di "Teramen" o "Termine". 

## Scavi
Il sito ha restituito numerose iscrizioni e si conservano alcuni resti di antichità. Dal 2010 il sito è stato indagato sistematicamente dall'Università di Cambridge; i risultati delle indagini presentati nel 2023 proverebbero come l'abitato sia stato popolato continuamente fino al VI secolo d.C., venendo abbandonato solo a seguito dell'invasione dei Longobardi.
Gli scavi hanno scoperto diverse strutture cittadine, come un teatro coperto capace di ospitare 1.500 persone, luoghi di mercato, magazzini, terme, un tempio e un porto fluviale, a dimostrazione di una centro attivo e fiorente.

## Altro
Bisogna distinguerla da Interamna Praetuttianorum (Teramo) e da Interamna Nahartium (Terni). Non è stata individuata con certezza una città chiamata Interamna Sucasina che forse sorgeva nei pressi di Interamna Lirenas.